# Армия империи Мали
Армия империи Мали — вооружённые силы империи Мали, которая доминировала в Западной Африке с середины XIII до начала XVI веков.

## История

### Доимперская история
Армия империи Мали формировалась из сил племени мандинка, основного народа проживавшего на территории империи. Структура и традиции малийской армии, в последующем окажут влияние и на многие более поздние государства Западной Африки, включая отколовшиеся державы, такие как империя Сонгай и Джолоф.
Племя мандинка первым научилось работать с железом в Западной Африке. Работа с железом позволили племени расширить свои земли в 11 веке. В то время мандинка вступили в контакт с империей Гана. Гана сформировала первую крупную организованную боевую силу в Западной Африке, а мандинка стали основным источником воинов для империи.
Первым серьезным испытанием армии мандинка стала война против Сумаоро Канте и его королевства Соссо. Сундиата Кейта использовал пехотные ресурсы своих союзников внутри и за пределами собственно Мандена, чтобы превзойти Соссо в нескольких столкновениях, кульминацией которых стала битва при Кирине около 1235 года. Устные историки рассказывают об использовании лучниками стрел с ядом, также в битве участвовали лучники Ганы и тяжёлая кавалерия Мемы. После победы Сундиаты при Кирине, Сумаоро Канте пропал, а силы объединённой армии быстро двинулись дальше, чтобы захватить остальные области Соссо, оставшиеся без лидера.

### Ранние имперские завоевания (1235—1285)
После устранения угрозы Соссо и выбора кланами мандинка Сундиаты в качестве мансы Мандена, Сундиата стремился перевооружить свою армию лошадьми из Джолофа, которые встали на сторону Сумаоро в войне за независимость Мандена. Однако это также привело бы к конфликту для его молодой армии.

### Завоевания мансы Сакуры (1285—1300)
Сакура был отпущенным рабом и полководцем предыдущего мансы Абубакара I. В 1285 году Сакура узурпировал власть и начал свои завоевания. Он завоевал древнее государство Текрур, охватывало части современного Сенегала и Мавритании. Затем Манса Сакура повел армию на север и захватил Такедду, подчинив под господство Мали и приведя в армию кочевые народы пустыни. Сакура также вернул Мали сонгайский город Гао и подавлял местные восстания. Сакура смог не только вернуть былые территории империи Мали, но и увеличить их. Теперь империя простиралась от Атлантики до границ империи Канем, что в центральной Африке.

### Армия во время пика могущества империи (1300—1340)
Территориальные завоевания империи Мали сохранялись и после смерти Сакуры. Мансы Гао, Мухаммад и Абубакар II правили в мире и процветании в хорошо охраняемом королевстве, которое было усеянно гарнизонами на границах. Пик экономического и политического могущества Мали пришёлся на правление манс Мусы I и Сулаймана I. Военачальники Мусы подавляли восстания сонгаев и завоевали город Тегаза, с его соляными рудниками. В 1325 году военачальник Мусы Сагмандир подавил еще одно восстание Сонгаи в Гао. Империя Мали была самой большой и богатой при Мусе I, охватывая более 1 290 000 км².

### Упадок империи (1340—1440)
Империя Мали практически не испытала военных неудач в первом столетии своего существования и росла с потрясающей скоростью как в размерах, так и в богатстве к моменту прибытия туда Ибн Баттуты. Однако это богатство и власть могли быть причиной более частых нападений со стороны ее соседей, а также уверенности и легкомысленности некоторых манс в обращении с ними. Подчиненные народы на окраинах империи медленно начали избавляться от гегемонии мандинка. Сначала это происходило медленно, но после 1450 года империя начала очень быстро рушиться.
В 1360 году после смерти Сулаймана ему наследовал его сын Каса. Но после 9 месяцев правления двоюродный брат Касы Джата поднял восстание, которое вылилось в гражданскую войну. В результате Джата победил в войне и взошёл на престол, но из-за войны империя сильно ослабла.

## Организация
Главнокомандующим армией империи Мали являлся император или манса. Однако, единственными мансами, которые сражались вместе с армией на поле боя были Сундиата Кейта и Манса Сакура.
Армия Мали состояла из членов 16 влиятельных кланов, которые должны были защищать империю и подчиняться Мансе. На родном языке эти кланы назывались манд. ton-ta-jon-ta-ni-woro, что переводится как шестнадцать рабов, несущих лук. Воины этих кланов только назывались рабами, но на самом деле большинство из них были дворянами, посвятившими себя служению Мали. Каждый член, который имел титул тон-тиги (манд. ton-tigi) или тон-тигуи (манд. ton-tigui) должен был сражаться в качестве командира кавалерии.